# Моя маленька дружина
«Моя маленька дружина» («Mano mažytė žmona») — радянський художній фільм 1984 року, знятий режисером Раймундасом Баніонісом на Литовській кіностудії.

## Сюжет
Студент Лінас знайомиться з Рутою, яка є дочкою проректора інституту. Подальші події розвиваються таким чином, що герой, який запустив заняття, змушений йти на квартиру до професора і просити дівчину про допомогу. Так обман Рути розкривається. Знайшовши її справжніх батьків, людей, що спилися і опустилися, Лінас вирішує одружитися з дівчиною. Він переходить на вечірнє відділення, щоб мати змогу працювати та допомагати своїй маленькій дружині вчитися на зоолога.

## У ролях
- Елеонора Корізнайте — Рута
- Саулюс Баландіс — Лінас Тамоніс
- Інґеборґа Дапкунайте — Ауксе
- Лінас Паугіс — Томас
- Юозас Марцинкявічюс — Вітас
- Арунас Сакалаускас — Стасяліс
- Вітаутас Паукште — Пранас Норвіла, батько Рути
- Елеонора Матулайте — Саломея, мати Рути
- Антанас Барчас — Леопольдас Тамоніс, батько Лінаса
- Даля Меленайте — мати Лінаса
- Егле Седрісовайте — Года, сестра Лінаса
- Галина Даугуветіте — Раманаускене, господиня будинку
- Арніс Ліцитіс — Йоніс, працівник зоопарку
- Вацловас Бледіс — режисер
- Регіна Зданавічюте — дружина професора
- Таурас Чижас — гість на весіллі
- Гражина Баландіте — дружина на баржі
- Віргінія Кельмеліте — епізод
- Раймундас Баніоніс — епізод
- Гедимінас Карка — викладач
- Альгірдас Паулавічюс — актор
- Йонас Гарляускас — актор
- Дануте Відугіріте — акторка
- Аудрюс Зуткіс — освітлювач в театрі
- Альгіс Кібартас — чоловік в кафе
- Вітаутас Бенокрайтіс — майстер заводі

## Знімальна група
- Режисер — Раймундас Баніоніс
- Сценарист — Рімантас Шавяліс
- Оператор — Альгімантас Мікутенас
- Композитор — Фаустас Латенас
- Художник — Галюс Клічюс